# Lý Tác Thành
Lý Tác Thành (tiếng Trung: 李作成; sinh tháng 10 năm 1953) là Thượng tướng Quân Giải phóng Nhân dân Trung Quốc (PLA). Ông hiện là Ủy viên Ban Chấp hành Trung ương Đảng Cộng sản Trung Quốc khóa XIX, Ủy viên Ủy ban Quân sự Trung ương Đảng Cộng sản Trung Quốc, Ủy viên Ủy ban Quân sự Trung ương Cộng hòa Nhân dân Trung Hoa, Tham mưu trưởng Bộ Tham mưu liên hợp Quân ủy Trung ương.
Lý Tác Thành là Tư lệnh Lục quân Quân Giải phóng Nhân dân Trung Quốc từ năm 2016 đến năm 2017. Ông là cựu chiến binh của Chiến tranh biên giới Việt—Trung năm 1979 và phục vụ ở miền Nam Trung Quốc trong phần lớn sự nghiệp của mình, Lý Tác Thành đảm nhiệm chức vụ Tư lệnh Quân khu Thành Đô từ năm 2013 đến năm 2016.

## Tiểu sử
Lý Tác Thành sinh tháng 10 năm 1953 tại huyện An Hóa, tỉnh Hồ Nam. Năm 1970, ở tuổi 17, ông gia nhập Quân Giải phóng Nhân dân Trung Quốc.
Lý Tác Thành tốt nghiệp chuyên ngành lý luận chủ nghĩa Marx và giáo dục tư tưởng chính trị tại Đại học Sư phạm Quảng Tây. Năm 1972, ông gia nhập Đảng Cộng sản Trung Quốc.
Lý Tác Thành tham chiến trong cuộc xâm lược biên giới phía Bắc Việt Nam năm 1979 với vai trò liên đội trưởng, từng chỉ huy và trực tiếp làm thương vong nhiều bộ đội Việt Nam. Theo thông tin từ Sina, trích lại từ nguồn lịch sử quân đội Trung Quốc, trong trận chiến vào ngày 17 tháng 2 năm 1979: "Đại đội do Lý Tác Thành chỉ huy vượt biên và bất ngờ tấn công một cao điểm ở khu vực biên giới phía bắc Việt Nam, sát hại nhiều chiến sĩ bộ đội Việt Nam đóng quân tại đây". Đơn vị của ông đã chiến đấu một cuộc giao chiến dài với Quân đội nhân dân Việt Nam kéo dài 26 ngày. Ông bị thương trong trận đánh nhưng từ chối ngừng chiến đấu. Sau khi quân đội Trung Quốc buộc phải rút quân về nước vào ngày 16 tháng 3 năm 1979, Quân ủy Trung ương Trung Quốc đã phong danh hiệu “đại đội anh hùng” cho đại đội của Lý Tác Thành. Bản thân Lý Tác Thành được phong danh hiệu “anh hùng”. Năm 1982, phần lớn là kết quả thành tựu thời chiến của ông, Lý Tác Thành được bầu làm thành viên đoàn chủ tịch (主席团) của Đại hội đại biểu Toàn quốc Đảng Cộng sản Trung Quốc lần thứ XII khi ông mới 29 tuổi.
Lý Tác Thành đều đặn thăng tiến qua các cấp bậc quân sự và trở thành Sư đoàn trưởng năm 1994. Sư đoàn của ông được khen ngợi vì thành tích trong nỗ lực cứu trợ trận lũ lụt Quảng Tây vào mùa hè năm 1994 và toàn thể sư đoàn đã được tặng bằng khen hạng nhì. Năm 1995, Lý Tác Thành được đặt tên là một trong "100 công chức tốt nhất" của Trung Quốc. Tháng 7 năm 1997, ông được thăng quân hàm Thiếu tướng.
Tháng 4 năm 1998, ở tuổi 45, Lý Tác Thành kế nhiệm Âu Kim Cốc (欧金谷) làm Tư lệnh Tập đoàn quân 41 thuộc Quân khu Quảng Châu, trở thành chỉ huy quân đội trẻ nhất Trung Quốc tại thời điểm đó; ông chỉ huy Tập đoàn quân 41 trong nỗ lực cứu trợ trận lụt lớn Dương Tử cùng năm đó.
Tháng 1 năm 2002, Lý Tác Thành được bổ nhiệm giữ chức vụ Phó Tham mưu trưởng Quân khu Quảng Châu. Tháng 12 năm 2007, ông được bổ nhiệm giữ chức Phó Tư lệnh Quân khu Thành Đô. Năm 2009, ông được thăng quân hàm Trung tướng. Sau khi Tập Cận Bình giữ chức Chủ tịch Quân ủy Trung ương, tháng 7 năm 2013, Lý Tác Thành được thăng chức làm Tư lệnh Quân khu Thành Đô, quân khu chịu trách nhiệm bảo vệ Trùng Khánh, Tứ Xuyên, Vân Nam, Quý Châu và khu tự trị Tây Tạng.
Ngày 31 tháng 7 năm 2015, Lý Tác Thành được thăng quân hàm Thượng tướng, quân hàm cao nhất đối với các sĩ quan PLA đang tại ngũ, cùng được phong quân hàm Thượng tướng với ông là chín sĩ quan khác.
Ngày 31 tháng 12 năm 2015, tại Đại lầu Bát Nhất, Chủ tịch Quân ủy Trung ương Tập Cận Bình tuyên bố thành lập 3 quân chủng mới, là Quân chủng Lục quân, Quân chủng Tên lửa và Quân chủng Chi viện chiến lược; Lý Tác Thành được bổ nhiệm giữ chức vụ Tư lệnh Lục quân Quân Giải phóng Nhân dân Trung Quốc.
Tối ngày 26 tháng 8 năm 2017, Bộ Quốc phòng Trung Quốc đưa tin, Lý Tác Thành được bổ nhiệm làm Tham mưu trưởng Bộ Tham mưu liên hợp Quân ủy Trung ương, kế nhiệm Phòng Phong Huy.
Ngày 24 tháng 10 năm 2017, tại phiên bế mạc của Đại hội Đảng Cộng sản Trung Quốc lần thứ XIX, Lý Tác Thành được bầu làm Ủy viên Ban Chấp hành Trung ương Đảng Cộng sản Trung Quốc khóa XIX. Ngày 25 tháng 10 năm 2017, hội nghị toàn thể lần thứ nhất của Ban Chấp hành Trung ương Đảng Cộng sản Trung Quốc khóa XIX đã bầu ông làm Ủy viên Ủy ban Quân sự Trung ương Đảng Cộng sản Trung Quốc nhiệm kỳ 2017-2022.
Sáng ngày 18 tháng 3 năm 2018, kỳ họp thứ nhất của Đại hội đại biểu Nhân dân toàn quốc Trung Quốc khóa XIII họp phiên toàn thể lần thứ 6 bầu ông làm Ủy viên Ủy ban Quân sự Trung ương Cộng hòa Nhân dân Trung Hoa nhiệm kỳ 2018-2023.